# John Stuart, 3:e earl av Bute
John Stuart, 3:e earl av Bute (earl från 1723), född 25 maj 1713, död 10 mars 1792, brittisk politiker.
Lorde Bute var 1737–1741 en av Skottlands valda lordrepresentanter i brittiska överhuset och anslöt sig till tories, men spelade ingen avgörande roll och blev inte omvald. Under jakobitresningen 1745 bosatte han sig i London och blev 1750 kammarherre hos Fredrik Ludvig, prins av Wales (1707–1751) och informator för hans son, prins Georg, efter faderns död 1751 prins av Wales. När den senare efter farfadern, kung Georg II:s, död 1760 kröntes till ny kung (Georg III) började Butes glansperiod. 
I oktober 1760 blev han ledamot av Privy council och förste kammarherre, Groom of the Stole (1760-1761). I mars 1761 inträdde han som statssekreterare i Newcastles och William Pitt d.ä.:s ministär och tog åter säte i överhuset. Stödd på kungens gunst och känd som dennes språkrör, undergrävde han Pitts ställning, korsade hans planer på en brytning med Spanien och föranledde därigenom hans avgång. Bute fick nu ensam ledningen för utrikespolitiken men fick kämpa mot en våldsam opposition och nödgades själv utfärda den krigsförklaring han förut motsatt sig. 
Kriget fördes dock lamt, och i hemlighet arbetade Bute på en allmän fred. Det traktatsstridiga indragandet av de engelska subsidierna till Preussen var ett led i denna fredssträvan. Han ville också med detta avlägsna Newcastle, något som lyckades. Premiärministern, som vägrade ta ansvaret avgick i maj 1762 och efterträddes av Bute. Denne skred nu till fredsunderhandlingar med både Frankrike och Spanien, och i februari 1763 slöts freden i Paris. Freden motsvarade dock inte de engelska förväntningarna. Efter våldsamma protester och gatudemonstrationer 8 april 1763 tvingades Bute att avgå, och i september samma år förvisades han från hovet.
Han behöll dock ett visst inflytande, och gav regeringen svårigheter genom angrepp på dess amerikanska politik 1766. Sin plats i överhuset behöll han genom omval ända fram till 1780.
Utöver sin politiska gärning utgav Bute även omkring 1785 praktverket Botanical tables containing the different familys of British plants (9 band) och The tabular distribution of British plants (2 band, 1787).